# Арнолд Мостович
Арнолд Мосто̀вич (на полски: Arnold Mostowicz) е полски журналист, преводач, лекар и писател на произведения в жанра научно-популярна литература, биография и мемоари.

## Биография и творчество
Арнолд Мостович е роден на 6 април 1914 г. в Лодз, Полша, в еврейско семейство. В периода 1932 – 1939 г. изучава медицина в Тулуза. Завръща се в Полша малко преди избухването на Втората световна война. По време на обсадата на Варшава работи в детската болница „Исус“. След превземането на столицата от немската армия, през октомври 1939 г. се завръща в Лодз. Там е въдворен в еврейското гето и в продължение на 4 години работи като лекар в инфекциозна и спешна болница. След ликвидирането на гетото е изпратен в концентрационния лагер Аушвиц, после в Грос-Розен, Цеплице и накрая в Дорнхау. Родителите му загиват в Треблинка. През 1945 г. се връща в Полша.
След войната се отказва от медицината и започва да работи като журналист. Става заместник главен редактор на „Трибуна долносилезка“ във Вроцлав и като организатор в „Газета Познан. През 1949 г. работи в „Газета Краковска“, а в периода 1951 – 1952 г. е главен редактор на „Дзиеника полскиего“. В периода 1955 – 1969 г. е главен редактор на варшавското сатирично списание „Шпилки“. През периода 1956 – 1963 г. прекарва много делови пътувания в чужбина в ГДР, СССР, Югославия, Австрия, Италия, Франция и Китай. След антисемитска кампания го освобождават от „Шпилки“. Работи в списанието „Ти и аз“, а след прекратяването му е пенсиониран. Прави праводи на френски хумористи и сатирици, непознати дотогава в Полша.
През 70-те години започва да пише научнопопулярни книги предимно в областта на биологията и темите за НЛО. През 70-те и 80-те години заедно с Богуслав Полч и Алфред Горни той създава серия комикси, боговете от космоса, въз основа на хипотезите на Ерих фон Даникен, които по това време са били много популярни в европейските страни.
Публикува и мемоари, посветени на Лодз – „Żółta gwiazda i czerwony krzyż“ (Жълта звезда и червен кръст), „Ballada o Ślepym Maksie“ (Балада за слепия Макс) и „Łódź, moja zakazana miłość“ (Лодз, моя забранена любов)
Придобива световна известност след участието си в документалния филм от 1998 г. „Фотографът“ на Дариуш Яблонски, в който призовава за историческата истина на Холокоста и разказва за гетото в Лодз. През 1995 г. става президент на Фондация „Монтетуум Юдаикум Лодзенсе“, чиято цел е да се грижи за културното наследство на евреите в Лодз. В продължение на много години е председател на Асоциацията на евреите ветерани и жертви от Втората световна война и е съорганизатор на Фондацията за полско-германското помирение. През 1998 г. е удостоен с отличието „почетен гражданин на Лодз“.
Арнолд Мостович умира на 3 февруари 2002 г. във Варшава. Погребан е във военното гробище „Паузаки“ във Варшава.

## Произведения
- Biologia zmienia człowieka (1977)
- My z kosmosu (1978)
Ние от Космоса, изд.: „Хр. Г. Данов“, Пловдив (1989), прев. Божидар Барбанаков
- Bogowie z kosmosu (1978 – 1982) – сценарий на комиксите на Алфред Горни
- Biologia zmienia medycynę (1982)
- Biologia uczy myśleć (1988)
- Żółta gwiazda i czerwony krzyż (1988)
- O tych co z kosmosu (1987)
- Opóźniony zapłon (1989)
- Zagadka Wielkiej Piramidy (1991)
- Miłość z wariatem w tle (1993)
- Spór o synów nieba (1994)
- Ballada o Ślepym Maksie (1998)
- Łódź, moja zakazana miłość (1999)